# Südlicher Kirchwerder Sammelgraben
El Südlicher Kirchwerder Sammelgraben (en baix alemany Südlike Karkwerder Sammelsloot) és un wettern a Kirchwerder a l'estat d'Hamburg (Alemanya).
Connecta el Kraueler Sammelgraben amb l'estany salabrós del Sandbrack. Contràriament al seu bessó, el rectíssim Nördlicher Sammelgraben, té un curs orgànic, el que permet de suposar que va servir-se d'un priel natural per a crear el canal de desguàs dels pòlders de Kirchwerder.

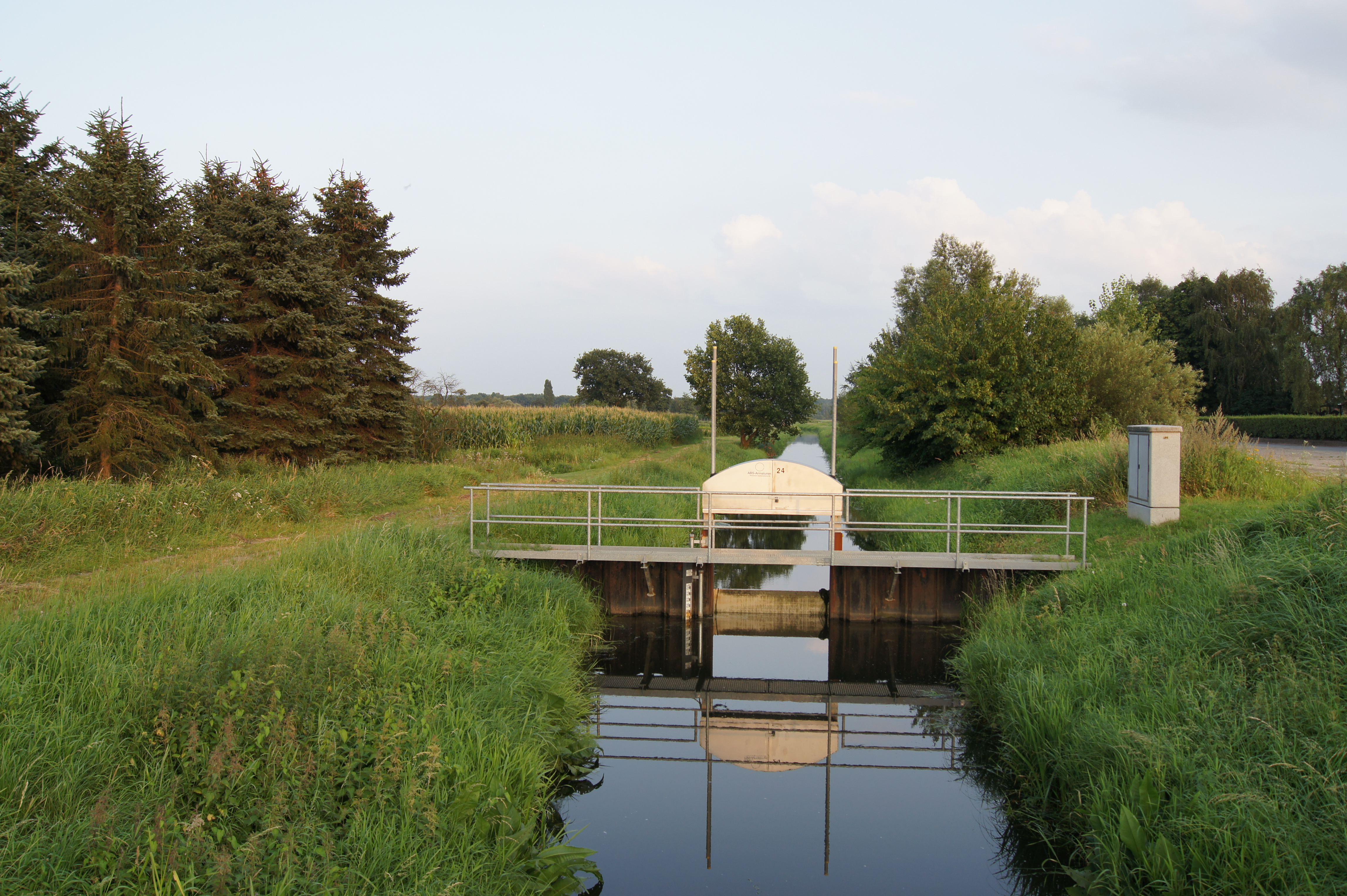
Resclosa de desguàs al Sammelgraben
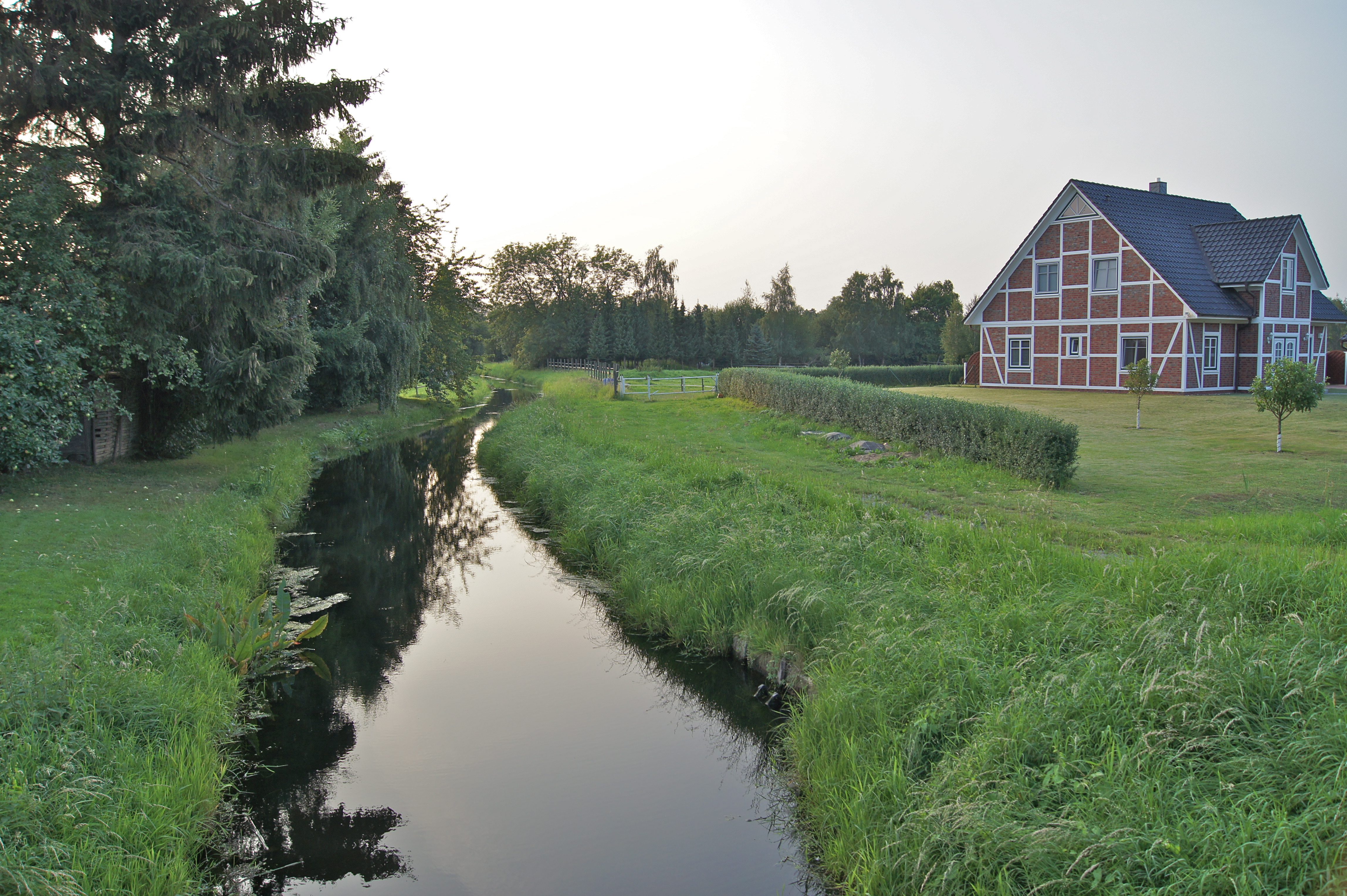
Un wetering anònim, afluent del graben